# Ritos funerarios de la Nueva España

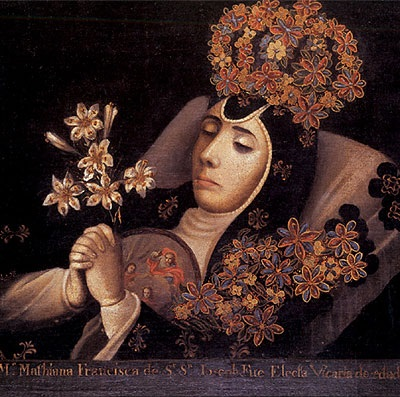
Retrato fúnebre como monja coronada de Sor Matiana Francisca del Señor San José

Los ritos funerarios de la Nueva España hacen alusión a las ceremonias fúnebres que se realizaban en el periodo colonial en dicho territorio, durante los siglos XVI al XVIII. La sociedad novohispana se caracterizó por ser una sociedad jerarquizada con una conciencia de la mortalidad, debido a las altas tasas de mortalidad ocasionadas por los desastres naturales y las enfermedades.

## Antecedentes
Los seres humanos a lo largo de su evolución, han desarrollado una necesidad para conocer todo lo que para nosotros es desconocido, uno de los más grandes ejemplos es la muerte, ya que, por mera naturaleza nos genera un temor e incertidumbre, para ayudarnos a sobrepasar ese pensamiento que puede atormentar por mucho tiempo, hemos creado algo que ayude a reducir ese sentimiento, pues con la creación de las religiones y promesas de un descanso eterno o trascendencia a un segundo plano lejos de lo carnal y terrenal, aunado a esto, vienen los ritos funerales, que son conocidos como actos que se realizan en conmemoración de un difunto. El fin de estos puede ser diverso, dependiendo del contexto religioso y social que se presente la familia y el difunto en sí, ya que dependiendo de la región se acostumbran a diferentes cosas, como podría ser el entierro y las celebraciones previas a este. Uno de los primeros registros más famoso que se tienen acerca del rito funerario, es de Egipto cuando se practicaba la momificación a los líderes de los poblados, también se registra que una vez que alguien fallecía se consultaba si el cuerpo merecía un funeral, de lo contrario el cadáver era enterrado en una fosa conocida como el tártaro. En la cultura Hindú, los cuerpos de quienes fallecían eran preparados en una procesión donde al final los cadáveres eran incinerados en una fosa y posteriormente las cenizas eran arrojadas a los ríos considerando que eran sagrados y podían guiar el alma de la persona hacia el llamado otro lado. Comúnmente las viudas se arrojaban al fuego para arder vivas con el cuerpo de su marido. Quienes eran atenienses tenían una forma diferente de realizar estos ritos, ya que se limpiaba y aromatizaba el cuerpo del difunto, para después ser colocado en su propia casa para que las personas allegadas lo pudieran visitar una última vez antes de ser enterrados acompañados de música. El ritual funerario puede variar dependiendo la región, pero en general, se trata de trasladar el cuerpo desde un punto a otro, acompañado por familia y amistades, con el fin de llevarlo al lugar donde será enterrado. En diversas religiones como la cristiana, antes del entierro del cuerpo, se celebra un velatorio en donde el cuerpo pasa la noche en un altar acompañado de su familia, después se celebra la liturgia religiosa para terminar con el entierro. Las personas han agregado a esto el deseo de mantener presente una parte del difunto, por lo que se han creado los mausoleos y cementerios, para que de tal manera los vivos puedan visitar los restos de quienes en vida fueron queridos y guardar su memoria. 

### Antecedentes prehistóricos
Desde hace aproximadamente 100 000 años (paleolítico medio) el ser humano comenzó a enterrar a sus difuntos, se sabe que fueron enterramientos intencionales debido a la forma y posición en que los cadáveres fueron encontrados, ya que no fueron dejados en formas al azar como podrían encontrarse en los cadáveres de animales, que simplemente yacen en el suelo de formas aleatorias. Nos da a entender que a partir de este momento se genera un punto importante en la evolución del hombre ya que se comenzaban los intereses en una vida después de lo terrenal con el surgimiento del homo religiosus quienes eran aquellos que se interesaban en trascender después de la muerte ya que eran conscientes de que en algún momento todos y todas tendrían que atravesar por ello. 
El despertar de una conciencia hacia la muerte hizo que aquellas personas se interesaran por una forma de sentirse más tranquilos con ella, así como el extremo contrario de la vida es la muerte, inventaban saber que hay del otro lado de la muerte ya que solo era incertidumbre, para aquello inventaron herramientas y ritos funerarios, dando parte a la creación de las religiones, entendiendo que, desde este punto hasta hoy en día ese pensamiento religioso ha servido para cohesionar sociedades y hacernos valer de una ideología para aspirar a una promesa. Si bien en la prehistoria no existían religiones, las personas que habitaban tenían la creencia en que si un cuerpo de un difunto se le intervenía con tal procesión podría alcanzar un descanso o en el mejor de los casos atravesar a otro plano que no es el terrenal donde vivía.  

#### Rituales funerarios de las culturas prehispánicas
Existen registros de la época antigua en donde diversas culturas prehispánicas celebran en rituales funerarios, vamos a tratar por ejemplo algunas culturas o civilizaciones más representativas de lo que hoy se conoce como México, que van desde los mayas y mexicas, principalmente se tratará el tema de los entierros y procesiones a las que estaban acostumbradas dichas culturas y civilizaciones, tratando de investigar detalladamente en varios sitios que puedan balizar la información que comparten.
Del periodo que va del año 1500 a. C. al 900 d. C., fue que la civilización maya creció de territorio, pero en el año 900 empezó su caída, cuando los reinados se vieron atacados por motivos que son desconocidos, los mayas abandonaron las ciudades ubicadas en la península de Yucatán. Los mayas tuvieron gran respeto y miedo a la muerte, ya que con ella venían el dolor, tristeza y llanto a los fallecidos, lo que traía pena. Cuando un integrante del pueblo moría, era envuelto en telas y su boca era llenada con harina de maíz y se le ponían artículos hechos de jade, ya que era la forma en que pensaban que el difunto iba a poder comprar comida en su paso por la muerte.

##### Creencias a partir del catolicismo
El catolicismo trajo consigo diferentes creencias, destacando sus convicciones sobre la muerte, con la cual regulaban la conducta de la población a partir de la idea de la existencia de la resurrección y el purgatorio. Esto podía influir en la población, quienes se enfrentaban a la dicotomía de saber qué hay más allá, la gloria del cielo o el castigo eterno en el infierno. Se les enseñaba a enfrentar la muerte con citas bíblicas y tópicos sobre la muerte, estos hablaban sobre la necesidad de vencer las tentaciones y al Diablo mismo. La representación de la muerte fue un rasgo importante pues esta tomaba un significado religioso y cotidiano, una presencia social.
Se creía que la muerte era un despertar del sueño que ha vivido la persona que muere, de esta forma comenzará a vivir su espíritu. Así mismo el espíritu comenzaba a vivir de verdad, se percibía a la muerte y la vida como opuestos complementarios.

## Transición a partir de la conquista
Con la llegada de los conquistadores, las creencias sobre la muerte cambiaron, ya que estos creían que las religiones antiguas se trataban de sectas politeístas, pues contaban con una multitud de dioses; sin embargo, existían 15 deidades principales y los demás se toman como advocaciones de estas, lo que indica que el monoteísmo no fue impuesto por los europeos sino era algo natural.
Con el paso del tiempo, la religión católica comenzó poco a poco a sustituir las costumbres y creencias de la religión prehispánica; esto se debe a que sus templos fueron destruidos para construir templos católicos, con lo cual las nuevas generaciones perdían contacto con sus tradiciones pasadas y no quedaba más que practicar la religión impuesta.
Un ejemplo claro se nota en las deidades católicas que remplazaron a los dioses mexicas tales como Jesucristo, quien tiene una historia parecida a la de Quetzalcóatl, quien cuenta con sus etapas de hombre y dios. Estas similitudes se pueden encontrar en diferentes dioses de ambas religiones. Por otro lado, algunos de las costumbres funerarias de la época prehispánica, como incinerar a los muertos, fue prohibida y perseguida por la iglesia.

## Ritual funerario en la Nueva España
A partir de los rituales funerarios se realizaba un puente entre la vida y la muerte. El ritual fúnebre en la Nueva España tuvo sus propios matices, pues eran ceremonias teatrales a partir de acciones cargadas de retórica y simbolismo. Los ritos funerarios requerían de la participación de toda la sociedad, tanto del orden civil como del religioso. Durante parte de la colonia, se realizaron diversas manifestaciones públicas para realizar los ritos fúnebres, entre las que destacan la piras funerarias o túmulos funerarios, monumentos iluminados realizadas en honor del difunto que pertenecía a la jerarquía virreinal, eclesiástica y los altos funcionarios civiles. También había piras funerarías más sencillas para clases bajas.

Las piras funerarias consistían en monumentos   profusamente iluminados, llenos de emblemas, versos  y tarjas alusivas a las Sagradas Escrituras y representativas de las personas  pertenecientes a la alta sociedad, y difícilmente  servían más de una vez. En cambio, las destinadas para los pobres eran túmulos  sencillos pintados de negro, algunas veces  tuvieron forma de simples ataúdes y otras podían tener cuerpos escalonados pero sin ornamentación, aunque sí con algunas velas.

En la colonia se creía que las personas debían estar preparadas para cuando llegara el momento de su muerte, pues se encontraban en una lucha constante del hombre por la salvación del alma. La santificación del cuerpo no terminaba con la extremaunción, esto ocasionaba una prolongación denominada «sepultura eclesiástica». La ceremonia se llevaba a cabo bajo los reglamentos establecidos en los “Manuales de sacramentos”, estos libros eran utilizados por los párrocos de las iglesias “para explicar a la feligresía el significado y la importancia de estos rituales.”

### Etapas de la sepultura eclesiástica
El denominado funeral, era de carácter público y era inspirado en tradiciones grecorromanas el objetivo de esto era destacar sus creencias sobre la resurrección y la inmortalidad. En un comienzo los funerales eran destinados solo a personajes distinguidos, esto servia para honrar su muerte ya que estas ceremonias solían ser ostentosas para alardear sobre la riqueza y el poder que poseía el difunto.Es considerado uno de los dogmas más importantes de catolicismo, dicho dogma es dividido en tres etapas: “duelo, entierro y exequias, etapas a través de las cuales se exhortaba a los fieles a ejercitar las tres virtudes teologales: la fe en los méritos de la redención de Cristo, la esperanza en la resurrección y la caridad que debían tener con el difunto.”

#### El Duelo
La etapa da inicio con la preparación del cuerpo para ser expuesto ante las personas. Una vez que el finado exhalaba el último suspiro el médico se dedicaba a cerrar los ojos y la boca, esto indicaba que “los sentidos mortales habían muerto”.
Seguido de esto, los restos eran lavados y vestidos con un paño blanco como recuerdo que así fue enterrado Jesús o con hábitos religiosos; posteriormente se introducía en un ataúd de madera, el cual era adornado con guirnaldas y flores, “por último se colocaba entre las manos del difunto la bula de la Santa Cruzada, documento pontificio que por los múltiples perdones que otorgaba, representaba un verdadero pasaporte a la vida eterna.”
Una vez listo el cadáver, un grupo de personas salía a recorrer las calles “para trasladar el cuerpo del lugar del fallecimiento al palacio arzobispal, cuando se trataba de un honorable miembro del clero, o bien, al palacio virreinal cuando el difunto había sido representante del poder temporal.” Aquí se velaban los restos y “se recibían las condolencias no podían faltar una cruz, un cirio pascual y el fuego de numerosas ceras encendidas”. El cuerpo era iluminado por cuatro cirios los cuales representaban la Santa Cruz.

#### El Entierro
Posteriormente, continuando con el ritual, se llevaba a cabo el entierro veinticuatro horas después del fallecimiento. Poco antes se recomendaba por las normas eclesiásticas que se realizara la celebración de la eucaristía con el cuerpo del difunto presente. Seguido de este acto, los dolientes y un cortejo conformado por funcionarios públicos y órdenes religiosas se encargaban de trasladar el cuerpo al lugar del entierro el cual generalmente se encontraba en templos, ex conventos u hospitales, los cuales eran los lugares que generalmente servían para ofrecer la misa. Antes de llegar a su destino los dolientes realizaban cinco paradas en cinco capillas para simbolizar las cinco llagas del cuerpo de Cristo. El féretro era rodeado por vasijas con incienso, las cuales simbolizaban las oraciones que se ofrecían por el alma del difunto, también era rociado constantemente de agua bendita para garantizar su entrada directa a la gloria; esto se llevaba a cabo tanto en la ceremonia religiosa como cuando llegaba al lugar del entierro. Esta etapa se daba por finalizada cuando el orador de la ceremonia recitaba la Oración fúnebre, que servia para destacar las virtudes del difunto.

#### Las Exequias
Esta etapa era la última del rito; en ella se levaban a cabo los novenarios, cabos de año, misas y sufragios que se realizaban después del entierro. En estos, el cuerpo se suplía con un catafalco el cual representaba la inmortalidad. El catafalco o máquina de la muerte era colocado en el crucero del templo debajo de la cúpula, y representaba el cuerpo de Cristo y la inmortalidad respectivamente, esto recordaba a los participantes la finitud de la vida corporal.